# Gate, gate, paragate
Gate, gate, paragate é um filme de drama vietnamita de 1996 dirigido e escrito por Hồ Quang Minh. Foi selecionado como representante do Vietnã à edição do Oscar 1997, organizada pela Academia de Artes e Ciências Cinematográficas.

## Elenco
- Phuc Hoang
- Tuân Anh Lê
- Dung Phuong